# Batalhas de Khalkhin Gol
As Batalhas de Khalkhin Gol (em mongol:  Халхын голын дайн; em japonês:  ノモンハン事件; Japanese Romaji Nomon-Han Jiken; em russo:  бои на реке Халхин-Гол; chinês simplificado: 诺门坎事件, pinyin: Nuò mén kǎn shìjiàn) foram campanhas militares dos conflitos fronteiriços soviético-japoneses não declarados envolvendo a União Soviética, Mongólia, Japão e Manchukuo em 1939. Sua designação está associada ao rio Khalkhin Gol. As batalhas resultaram na derrota do Sexto Exército japonês, reconhecida por um cessar-fogo acordado por soviéticos e japoneses em 15 de setembro.

## Antecedentes
Depois da ocupação da Manchúria em 1931 pelo Império Japonês, os japoneses iniciaram diversas escaramuças com a URSS na fronteira, usando tropas locais e tropas japonesas.

## Desenvolvimento
Os primeiros incidentes iniciaram-se em maio de 1939 entre tropas locais, criando um pretexto para japoneses e soviéticos intervirem em larga escala. As tropas mongóis (pró-URSS) entraram em território disputado sendo afastadas por tropas manchus (pró-Japão). Os mongóis responderam expulsando os manchus da zona.
Em maio, uma divisão japonesa fez os mongóis recuar.
Os soviéticos responderam trazendo as suas próprias tropas e derrotaram os japoneses neste primeiro embate, obrigando-os a recuar.
Ambos os lados começaram a trazer mais reforços e meios para o campo de batalha. Um dos líderes soviéticos era Gueorgui Júkov. Em junho os japoneses já dispunham de 30 000 soldados.
Em junho os japoneses atacaram a base aérea de Tamsak-Bulak mas sem uma autorização formal dos superiores do Exército Imperial Japonês. Para evitar um conflito de larga escala os japoneses pararam com os ataques.
No final de junho os japoneses lançaram uma ofensiva que falhou parcialmente. Os soviéticos contra-atacaram, infligindo pesadas baixas aos japoneses e obrigando-os a recuar.
Os soviéticos, entretanto, conseguiram criar uma linha de abastecimento com mais de 748 km usando milhares de caminhões, enquanto os japoneses começaram a sofrer de falhas severas no abastecimento devido à falta de veículos.
Em julho os japoneses lançam outra ofensiva de larga escala, usando aviação e artilharia pesada, mas os ataques pouco ou nada fizeram para quebrar as linhas soviéticas. Apesar de baixas superiores a 5 000 soldados e de falta de munições para a artilharia, os restantes 75 000 japoneses e uma força aérea relevante conseguiram suster a contra-ofensiva soviética, gerando-se um impasse.

### Ofensiva de Júkov
Depois de duas ofensivas falhadas, os japoneses reagrupavam-se para tentar uma terceira ofensiva em agosto. No entanto, os soviéticos que até ali se tinham mantido na defensiva, perante o perigo duma guerra europeia, decidiram tomar a iniciativa de modo a terminar o conflito rapidamente. Deste modo, juntou as suas brigadas mecanizadas, incluindo as tropas locais numa ofensiva de larga escala. Os japoneses falharam em reconhecer o poderio dos soviéticos. Em agosto mais de 50 000 soldados atacaram as posições japonesas. Júkov iniciou aqui as manobras clássicas soviéticas de duplo envolvimento com tanques. Com diversas unidades japonesas cercadas, os japoneses tentam uma contra-ofensiva para se libertarem, mas sem sucesso. Os japoneses cercados recusaram-se a se render e são totalmente aniquilados, dando uma vitória aos soviéticos e obrigando os japoneses a sair da Mongólia.

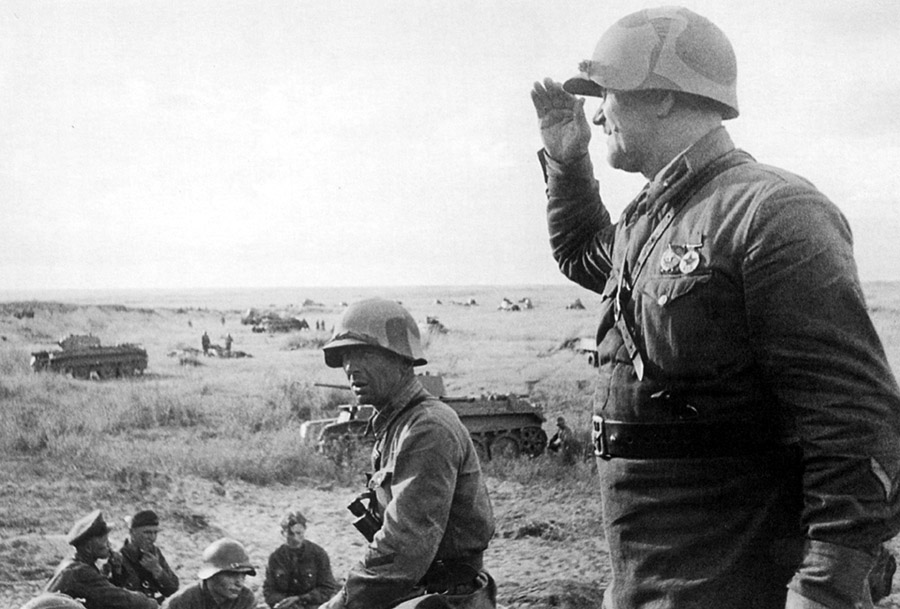
O comandante do 149º Regimento de Rifle antes da ofensivo

Os japoneses preparavam uma contra-ofensiva para recuperar terreno mas chega a informação de que foi decretado um cessar-fogo entre os dois países.

Com este cessar-fogo, Stalin libertava unidades militares importantes a leste para assegurar mais força militar a oeste. E setembro a Polônia era invadida na sequência do Pacto Molotov-Ribbentrop.

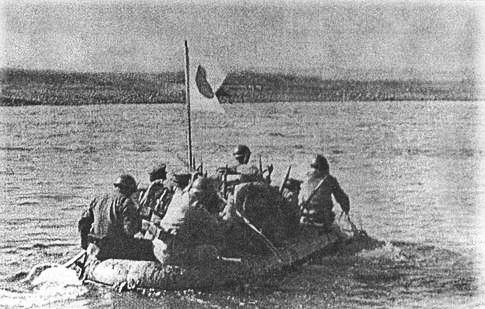
Soldados japoneses cruzando o Khalkhyn Gol

## Consequências

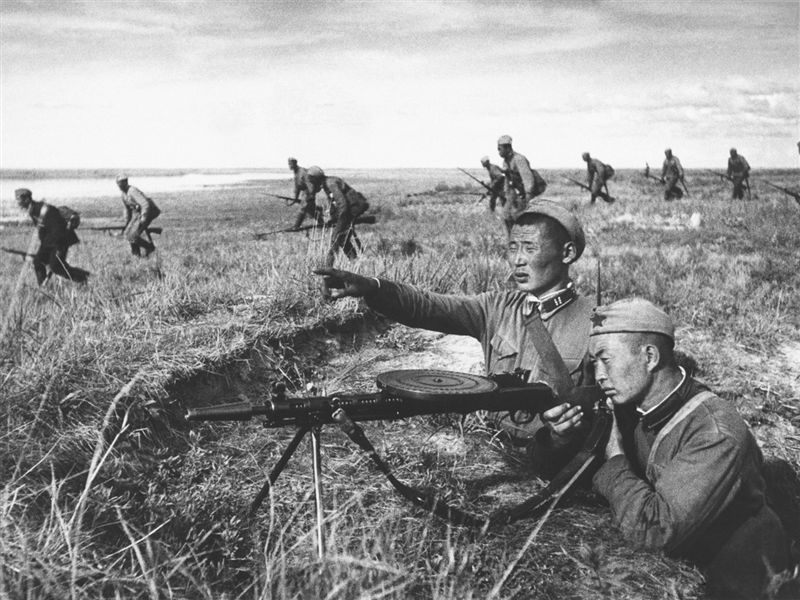
Tropas mongóis lutando contra o contra-ataque japonês na praia ocidental do rio Khalkhin Gol em 1939.

Planos do grupo de ataque no norte

Os japoneses tiveram entre 8 440 mortos e 8 766 feridos. Há, no entanto, suspeitas que os mortos poderão ter sido na ordem dos 45 000 mortos. Entre os soviéticos, registos oficiais divulgados recentemente indicam 9 703 mortos e 15 251 feridos.
O ataque aéreo de Nomonhan foi primeiro registro de utilização de força aérea para alcançar um objetivo militar.
Este conflito foi em parte responsável pela mudança estratégica dos japoneses. Fez os militares japoneses desviarem o foco do continente, onde pretendiam capturar os recursos naturais na Sibéria e outras regiões.
De igual modo, o cessar-fogo libertou Stalin duma preocupação a leste, podendo assim concentrar-se no que se passava na Europa. A invasão da Polónia e outras regiões europeias foi mais fácil por isso.
Em agosto de 1941 a URSS e o Império Japonês assinaram o Pacto nipónico soviético, libertando os japoneses da frente oeste. Em dezembro de 1941 lançaram um ataque a Pearl Harbour, abrindo assim uma guerra com os EUA.

## Na cultura popular
As batalhas foram retratadas no filme sul-coreano "My Way" de 2011, no qual um coreano foi recrutado à força para combater a URSS na Mongólia. Depois de capturado, é mais tarde recrutado à força para combater os nazis na Europa, sendo aprisionado pelos nazis também.